# Nyikolaj Grigorjevics Ignatov
Nyikolaj Grigorjevics Ignatov (oroszul Никола́й Григо́рьевич Игна́тов; Tyisanszkaja, 1901. május 16.; a régi naptár szerint május 3. – Moszkva, 1966. november 14.) szovjet politikus. 1957 és 1961 között tagja volt az SZKP Központi Bizottsága Elnökségének, 1952 és 1953, illetve 1957 és 1960 között pedig a KB titkára volt.

## Élete
A Doni kozák hadsereg területének Hopjori körzetéhez tartozó Tyisanszkaja sztanyicán született 1901. május 16-án (a régi naptár szerint május 3-án), mely ma a Volgográdi terület Nyehajevszkajai járásához tartozik. Apja ács volt.
1917 decemberében belépett a Vörös Gárdába, majd 1918-ban a Vörös Hadseregbe. 1921 és 1932 között a Cseka (később GPU, OGPU) szerveiben működött, 1923-ig a Don vidékén, azután Közép-Ázsiában, ahol részt vett a kozákok illetve a közép-ázsiai nacionalisták, a baszmacs mozgalom elleni tevékenységben.
1932-34-ben a párt által szervezett marxizmus–leninizmus kurzusok hallgatója volt.
1934-től az állami pénzjegynyomda (Goznak) vállalati párttitkára volt Leningrádban, 1936-tól a város Lenin kerületi pártbizottságának első titkára, 1938-tól már a Kujbisevi területi bizottság első titkára, 1939-ben pedig az SZKP XVIII. kongresszusán a Központi Bizottság póttagjává választották.
Addig gyorsan ívelő karrierje 1940-ben megtört, és jóval alacsonyabb beosztásba, osztályvezetővé nevezték ki az Orjoli terület pártbizottságán, 1941 februárjában, az SZKP XVIII. pártértekezletén pedig a KB póttagjainak sorából is kikerült. Kegyvesztettsége azonban átmenetinek bizonyult, új helyén hamarosan ismét egyre magasabb beosztásokat kapott. Már 1941-ben a területi pártbizottság titkára, majd még ugyanabban az évben másodtitkára lett, végül 1944-ben területi első titkárrá választották. Ezekben az években regionális pártvezetőként legfőbb feladata a német megszállók elleni partizántevékenység szervezése volt.
1949-ben ismét áthelyezték, ezúttal a Krasznodari határterületi pártbizottság első titkára lett. 1952. október 14-én az SZKP XIX. kongresszusa a Központi Bizottság rendes tagjává választotta, két nappal később pedig a KB titkára és a KB Elnökségének póttagja lett, ráadásul 1952. december 12-én az előbbi két tisztség megtartása mellett a Szovjetunió begyűjtési miniszterévé is megválasztották.
Sztálin 1953. március 5-én bekövetkezett halála ismét visszalépést eredményezett Ignatov politikai karrierjében. Elvesztette néhány hónapja viselt magas tisztségeit: 1953. március 5-én a KB-titkári és az elnökségi póttagi megbízatásából mentették fel, tíz nappal később pedig a miniszterségből is leváltották. A Központi Bizottságból azonban nem kellett távoznia, e szélesebb testületnek tagja maradt egészen élete végéig.
A következő néhány évben gyors egymásutánban különböző magas szintű pártvezetői posztokat töltött be Leningrád városában és a Leningrádi területen (1953), a Voronyezsi területen (1954-55), majd a Gorkiji területen (1955-57). Ez utóbbi beosztásában kezdeményezője volt az állami lakásépítések "gorkiji módszer" néven elhíresült formájának, melynek lényege az volt, hogy a többlakásos épületek építési munkáiba bevonták a leendő lakókat.
Amikor 1957. júniusában az SZKP KB Elnökségének többsége puccsszerűen elhatározta Hruscsov leváltását, Ignatov az első titkár melletti szervezkedés egyik kulcsfigurája lett. Így a június 29-i központi bizottsági ülésen, ahol Hruscsov mégis felülkerekedett ellenfelein, a pozíciók újraosztása során Ignatov bekerült az SZKP KB Elnökségébe, majd december 17-én másodszor is a KB titkára lett. E tisztségei mellett 1959 áprilisa és novembere között az Oroszországi SZSZSZK Legfelsőbb Tanácsa Elnökségének elnöke (az orosz szövetségi köztársaság államfője) is volt.
1960. május 4-én ismét elhagyta a KB apparátusát, és a Szovjetunió Minisztertanácsának elnökhelyettese lett, ahol többek között a begyűjtési kormánybizottságot vezette egy ideig.
1962. december 20-ától ismét az oroszországi Legfelsőbb Tanács Elnökségének elnöke, és 1963. végétől egyben a Szovjetunió Legfelsőbb Tanácsa Elnöksége elnökének (Brezsnyevnek) a helyettese lett.
1964-ben aktív résztvevője volt a Hruscsov elleni, Brezsnyevet a párt vezetőjévé emelő összeesküvésnek.
1966. november 14-én hunyt el Moszkvában. A Vörös téren temették el, a hamvait tartalmazó urnát a Kreml falában helyezték el.

## Fordítás
- Ez a szócikk részben vagy egészben  a(z)   Игнатов, Николай Григорьевич című orosz Wikipédia-szócikk ezen változatának fordításán alapul.  Az eredeti cikk szerkesztőit annak laptörténete sorolja fel. Ez a jelzés csupán a megfogalmazás eredetét és a szerzői jogokat jelzi, nem szolgál a cikkben szereplő információk forrásmegjelöléseként.

## Külső hivatkozások
- Politikai tisztségei a knowbysigth portálon.